# 米勒斯吉拿斯號航空母艦
米勒斯吉拿斯號航空母艦（葡萄牙語：Minas Gerais）是巴西海軍一艘已退役航空母艦。前身是英國皇家海軍於二戰临近结束時下水入役的巨像級航空母艦報仇號。1952年底至1955年租借给澳大利亚海军作为建造中的墨尔本号航空母舰的先行训练舰。1956年12月14日以900万美元賣給巴西，1957年中至1960年12月在荷蘭鹿特丹弗羅林船坞進行現代化改造，包括加上一部蒸汽彈射器和斜向甲板以及更新雷達等電子設備，花费2700万美元。

## 历史

### 复仇号

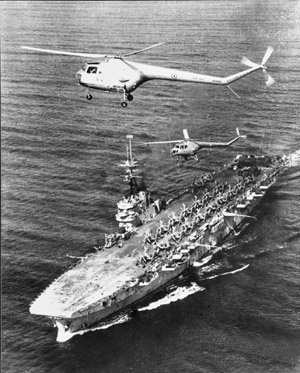
在澳大利亚皇家海军中服役的報仇號航空母艦，也是米纳斯吉拉斯号的前身

1954年8月，20世纪巴西最著名的民族主义政治家、担任总统超过15年的铁腕人物瓦尔加斯在一场神秘的枪击案中死于非命。第二年，社会民主党人、米纳斯吉拉斯州州长库比契克赢得大选，就任第21届总统。为了安抚对选举结果心怀不满的海军高级将领（他们支持库比契克的对手、前安全部长塔沃拉），并争取东南部利益集团的支持，他承诺将为海军购买一艘航空母舰，并以他曾经任职的米纳斯吉拉斯州命名。在巴西全国的21个州和大区里，米纳斯吉拉斯、圣保罗和里约热内卢是经济最发达、人口数量最多的3个，许多总统候选人以其为基本盘，并在当选后以命名大型舰艇的方式酬赏自己的支持者。20世纪初巴西购买的前3艘无畏舰就以这三个州命名，因此将第一艘航母命名为“米纳斯吉拉斯”号，也有呼应传统的意味。
50年代中期，巴西海军并不具备强大的经济实力，无法像加拿大、澳大利亚等国一样先从英国买下一艘未舾装的英制轻型航空母舰，再由英方提供全套方案实施设备升级和现代化改装。1956年巴西海军的代表抵达位于泰恩河口的斯旺·亨特船厂后，明确表示由于经费紧张，他们只能购买已经建成但尚未进行现代化升级的航空母舰，再由收费更低的第三国承担改造工程。英国方面因而出售当时曾租借给澳大利亚的复仇号(HMS Vengeance)。该舰虽然依旧保持着直通甲板、“二战”防空武器和电子设备的陈旧外观，但动力系统还处于良好的状态。1956年12月14日，“复仇”号在英国正式移交给巴西，升起了绿底南十字座国旗，但操纵暂时仍由英国海军人员负责。

### 反潜航母
1957年夏天，“复仇”号驶抵北海对岸的荷兰鹿特丹港，在福尔默船厂进行现代化改装。由于荷兰此前已经进行过同属“巨人”级的“卡雷尔·多尔曼”号航母的改装工程，且报价较英国船厂为低，故整个工程进行得相当顺利。军舰左舷被焊接上了一块8.5度的斜角甲板，飞行甲板两侧也增加了更多外飘结构，以扩大可使用面积。舰首的唯一一台蒸汽弹射器的推力被增加到了9.1吨，拦阻索也更换为更粗的型号，以起降新型喷气式飞机。右舷巨大的“二战”式舰岛被拆改成尺寸较小的样式，雷达和电子设备也更换为清一色的“荷兰造”，并在左舷加装了透镜助降设备。经此变化，“复仇”号的排水量增加到了15890吨（标准），最大航速仍为25节，自卫火力改为10门瑞士生产的博福斯40毫米高炮。尽管荷兰方面的报价已经有所优惠，但由于加装的新设备过多，全舰的改造费用最后依然达到了2700万美元，相当于舰体价格的3倍。
1960年12月6日，“复仇”号在鹿特丹港编入了巴西海军作战系列，并被正式命名为“米纳斯吉拉斯”号。尽管300名航空人员的培训尚未完成，海军还是根据共同防御项目（MDAP），向美国提出了低价购买S2F-1“搜索者”反潜机和HSS-1“海蝙蝠”直升机各一个中队（6架）的要求，未来还保留再加购两个中队的意向。但这一决定随即引发了海军和空军的正面冲突——1946年巴西组建统一的空军时，已经将陆军和海军拥有的作战飞机悉数加以收编。海军虽然在1963年重新建立了独立的航空兵学院，并从法国购入12架二手T-28C“特洛伊人”教练机用于培训航母飞行员，但始终没有获得空军当局签发的飞行员执照和准航证。巴西空军甚至威胁称：一旦发现海军的“搜索者”和“海蝙蝠”擅自升空，将立即予以击落。在1964年的一次事故中，空军的T-33教练机甚至真的“误击”了一架“海蝙蝠”。经此一劫，海军再也不敢轻举妄动。“米纳斯吉拉斯”号在最初4年只能带着空空如也的机库和飞行甲板出航，变成了一件装点门面的大玩具。
按照最初的设想，“米纳斯吉拉斯”号应当搭载喷气式战斗机，成为南美第一艘拥有对舰攻击能力的作战航母。但因为巴西空军对这一方案并不热心，加上巴西的海上安全环境相对比较宽松，该舰在大部分时间里承担的是反潜特遣编队指挥舰的角色。从1976年到1981年，该舰进行了一波现代化改装，加装战斗数据链和美制SPS-40B对空搜索雷达，以和新购买的“尼泰罗伊”级护卫舰配合行动。不过“米纳斯”毕竟已是一艘舰龄超过40年的“长者”航母，因设备老化发生的故障开始频频出现：在1987年的“龙23”海上军演中，该舰的唯一一台弹射器出现故障、无法修复，只得将“搜索者”暂时转移到陆上，用作“美洲狮”、“小松鼠”直升机和海军陆战营的运输舰。1991年到1993年的另一次大修翻新了全部主机和锅炉，加装上SINCONTA作战指挥系统、ZW06导航雷达和“西北风”便携式舰空导弹，但依旧无法起飞固定翼飞机。

### 尾声

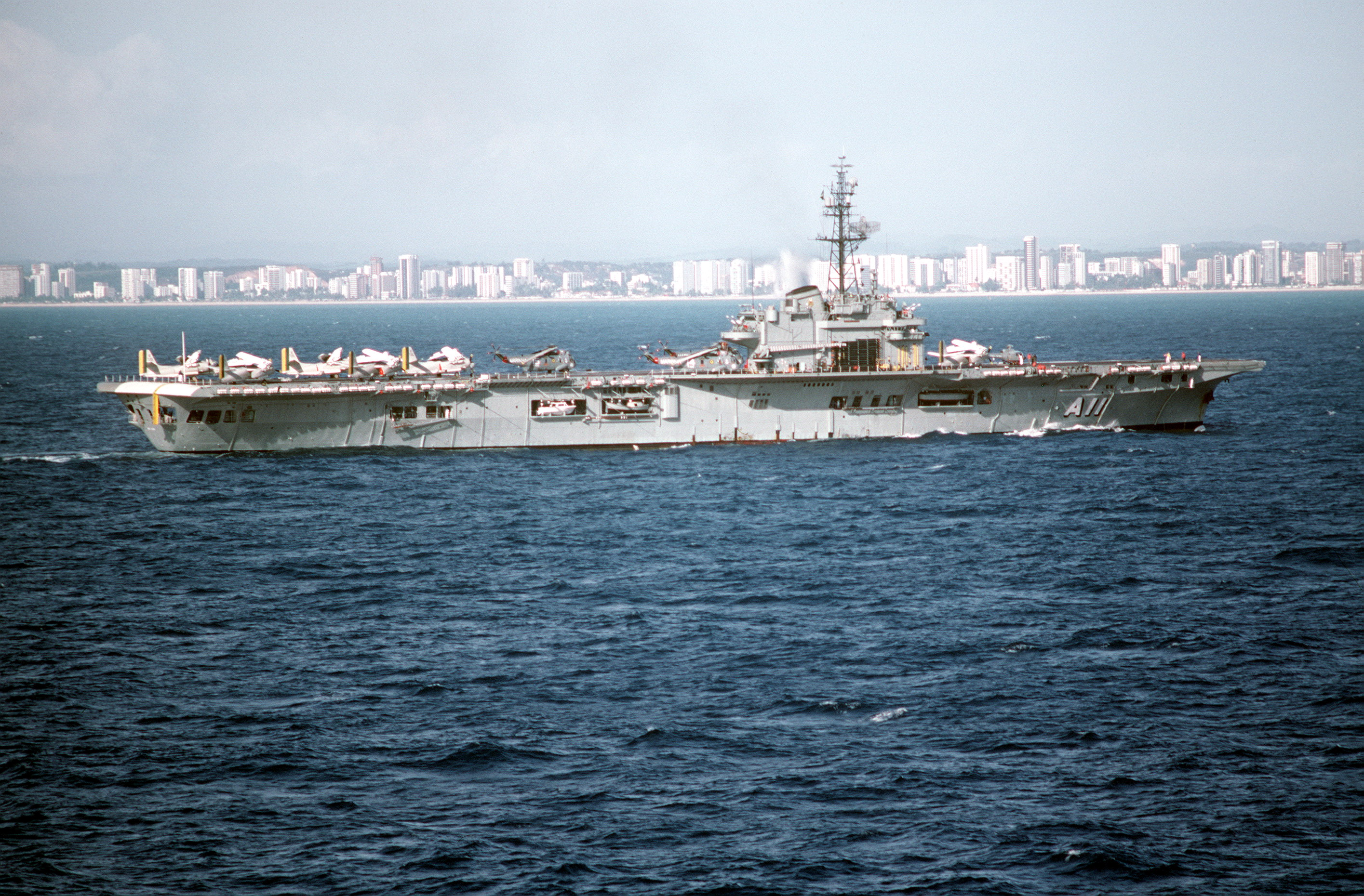
1984年，得到现代化升级的米勒斯吉拿斯號航空母艦

1997年，困扰巴西海军10年的问题终于以一种勉为其难的方式获得了解决：他们买下了阿根廷退役航母“五月二十五日”号的弹射器，安装到“米纳斯吉拉斯”号上。该舰搭载的飞行队重新恢复为6架“搜索者”，4到6架“海王”反潜直升机，2架“小松鼠”和3架“超级美洲狮”通用直升机。但巴西海军依旧没有放弃喷气式战斗机之梦，1999年，他们终于达成了一笔价值7000万美元的采购案——从科威特购买20架二手A-4KU和3架TA-4KU“天鹰”攻击机。这批已经服役了20年的小飞机空重只有4.75吨，不需要折叠机翼，最大航程可达3220公里，既能挂载6枚集束炸弹执行火力支援任务，也能携带4枚“响尾蛇”导弹参与空战，是一种优秀的多用途飞机。巴西海军梦寐以求40年的喷气式战斗机，终于即将变为现实。
但“米纳斯吉拉斯”号却已垂垂老矣，舰上的蒸汽轮机、锅炉和弹射器已经停产数十年，一旦损坏根本无法更换，舰体钢板也由于使用时间过长出现了老化征兆。最终在2000年，巴西海军拍板购入法国退役的中型航母“福煦”号，同时报废“米纳斯吉拉斯”号。2001年10月16日，这艘海上生涯平庸的寿星航母正式退役。2004年7月，“米纳斯吉拉斯”号被拖往著名的“战舰坟场”印度阿朗港（Alang）拆毁处理。

## 轶闻
该航母是最后一艘退役的巨像級航空母艦，在阿根廷的准同型舰五月二十五日号和印度的维克兰特号退役之后，该舰已经成为全世界完工最早的现役航母，也是除了维拉特号外，唯一一艘开工于“二战”期间的航母之一。
英国一家海军历史协会曾计划众筹一笔资金买下该舰的船壳，改造成博物馆舰，但因为没能凑齐400万美元的购买和拖带费用最终作罢。

## 艦載機

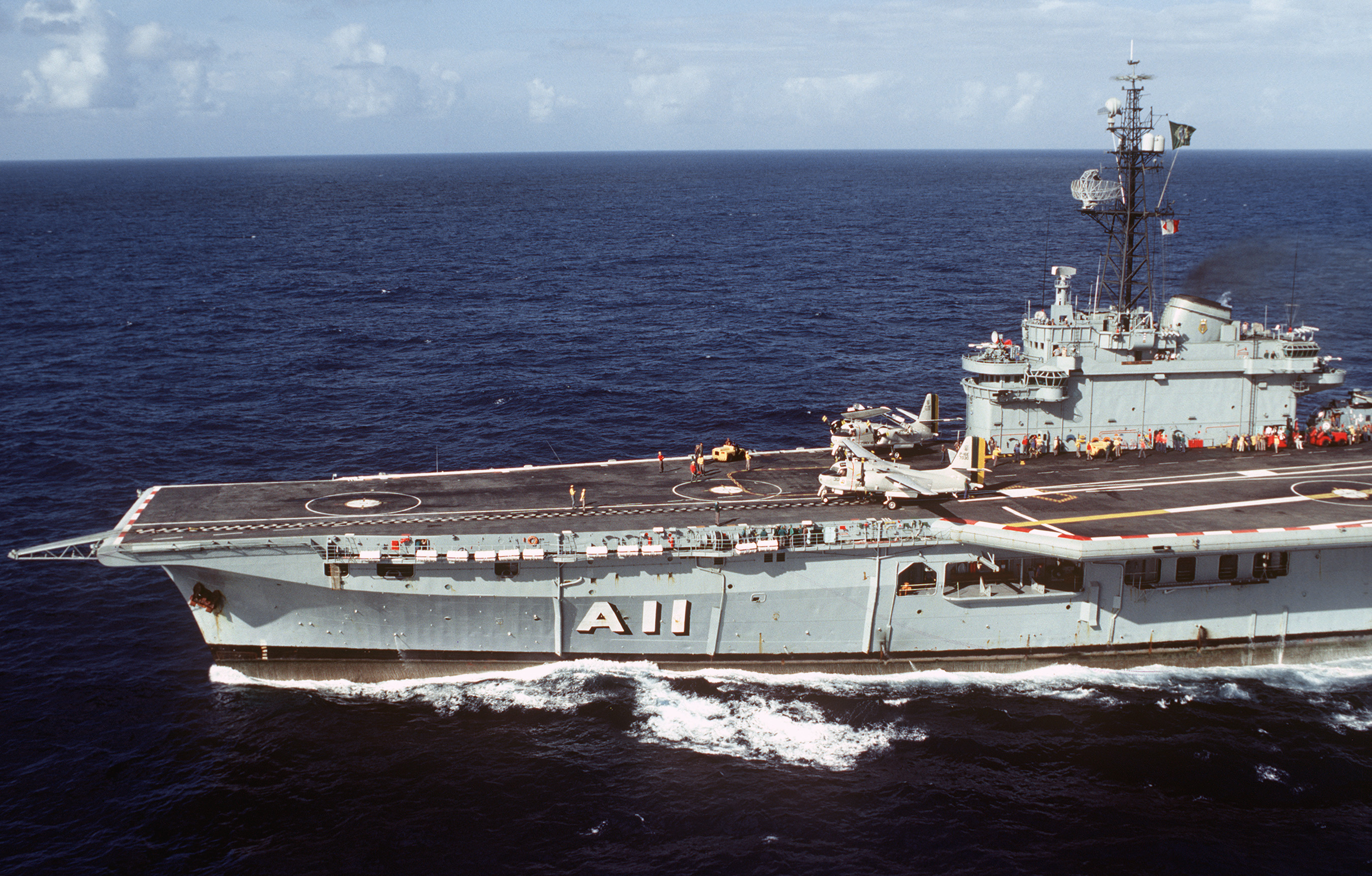
米勒斯吉拿斯號航空母艦上的S-2反潛機

本艦在巴西海軍當中主要負責反潛，故搭載的是反潛機。